# Hylomyscus walterverheyeni
Hylomyscus walterverheyeni  (Nicolas, Wendelen, Barriere, Dudu & Colyn, 2008) è un roditore della famiglia dei Muridi diffuso nell'Africa centrale.

## Descrizione

### Dimensioni
Roditore di piccole dimensioni, con la lunghezza della testa e del corpo tra 74 e 103 mm, la lunghezza della coda tra 112 e 150 mm, la lunghezza del piede tra 12 e 21 mm, la lunghezza delle orecchie tra 13 e 16 mm.

### Aspetto
La pelliccia è corta, soffice e fine. Le parti superiori sono bruno-rossastre, mentre le parti ventrali sono grigio-nerastre. La coda è più lunga della testa e del corpo, è uniformemente bruno-grigiastra e ricoperta di pochi piccoli peli, più lunghi verso l'estremità dove formano un ciuffo. Le femmine hanno 2 paia di mammelle pettorali e 2 paia inguinali.

## Biologia

### Comportamento
È una specie arboricola e notturna.

### Alimentazione
Si nutre prevalentemente di insetti, frutta e semi.

### Riproduzione
Si riproduce tutto l'anno. Sono state osservate femmine con 1-6 embrioni.

## Distribuzione e habitat
Questa specie è diffusa nel Gabon, Congo, Camerun occidentale e meridionale e Repubblica Centrafricana sud-occidentale.
Vive nelle foreste primarie indisturbate e in foreste secondarie sia sempreverdi che semi-decidue.

## Conservazione
Questa specie, essendo stata scoperta solo recentemente, non è stata sottoposta ancora a nessun criterio di conservazione.